# Unison
Unison es el primer álbum en inglés grabado por la cantante canadiense Céline Dion. Fue lanzado a finales de 1990 en Norteamérica y a principios de 1991 en el resto del mundo; el sencillo Where Does My Heart Beat Now, sin embargo, fue estrenado mucho antes, en la apertura del Festival de Eurovisión 1989 en Suiza.

## Lista de canciones
| N.º | Nombre | Duración |
| --- | --- | -------- |
| 1   | "(If There Was) Any Other Way" Escritor(es): Paul Bliss Productor(es):Christopher Neil                                      | 4:00     |
| 2   | "If Love Is Out of the Question" Escritor(es): Bliss, Phil Palmer Productor(es): Neil                                       | 3:53     |
| 3   | "Where Does My Heart Beat Now" Escritor(es): Robert White Johnson, Taylor Rhodes Productor(es): Neil                        | 4:33     |
| 4   | "The Last to Know" Escritor(es): Phil Galdston, Brock Walsh Productor(es): Neil                                             | 4:35     |
| 5   | "I'm Loving Every Moment With You" Escritor(es): Tyler Collins, Tom Keane, Eric Pressley Productor(es): David Foster, Keane | 4:08     |
| 6   | "Love by Another Name" Escritor(es): Foster, Cliff Magnes, Glen Ballard Productor(es): Foster                               | 4:51     |
| 7   | "Unison" Escritor(es): Andy Goldmark, Bruce Roberts Productor(es): Goldmark                                                 | 4:13     |
| 8   | "I Feel Too Much" Escritor(es): Keane, Pressley Productor(es): Foster, Keane                                                | 4:09     |
| 8   | "If We Could Start Over" Escritor(es): Stan Meissner Productor(es): Stan Meissner                                           | 4:09     |
| 10  | "Have a Heart" Escritor(es): Ralph McCarthy, Aldo Nova, Billy Steinberg Productor(es): Foster                               | 4:14     |

## Posicionamiento
| Países                                 | Semanas en lista | Semanas como número uno | Certificado | Salas     |
| -------------------------------------- | ---------------- | ----------------------- | ----------- | --------- |
| Noruega                                | 8                | 6                       | n/a         | n/a       |
| Noruega (Mid-Price)                    | 11               | 1                       | -           | -         |
| Canadá                                 | 18               | 71                      | 7x Platino  | 700.000   |
| Estados Unidos (Top Pop Catalog Album) | 27               | 31                      | -           | -         |
| R.Unido                                | 55               | 30                      | -           | n/a       |
| Bélgica (región valona)                | 56               | n/a                     | n/a         | n/a       |
| Estados Unidos (Billboard 200)         | 74               | 26                      | Platino     | 1.238.000 |
| Bélgica (región flamenca)              | 80               | n/a                     | -           | -         |
| Francia                                | -                | -                       | Oro         | 100.000   |